# Wikipédia en tibétain
Wikipédia en tibétain (tibétain : བོད་ཡིག་གི་ཝེ་ཁེ་རིག་མཛོད།, Wylie : bod yig gi we khe rig mdzod) est l'édition de Wikipédia en tibétain, langue tibéto-birmane parlée principalement au Tibet en Chine. L'édition est lancée officiellement en décembre 2003, mais dans les faits en octobre 2004. Son code est : bo.
Au 20 mars 2025, l'édition en tibétain contient 7 105 articles et compte 32 079 contributeurs, dont 30 contributeurs actifs et 1 administrateur.

## Présentation
L'édition est rédigée en tibétain littéraire. 

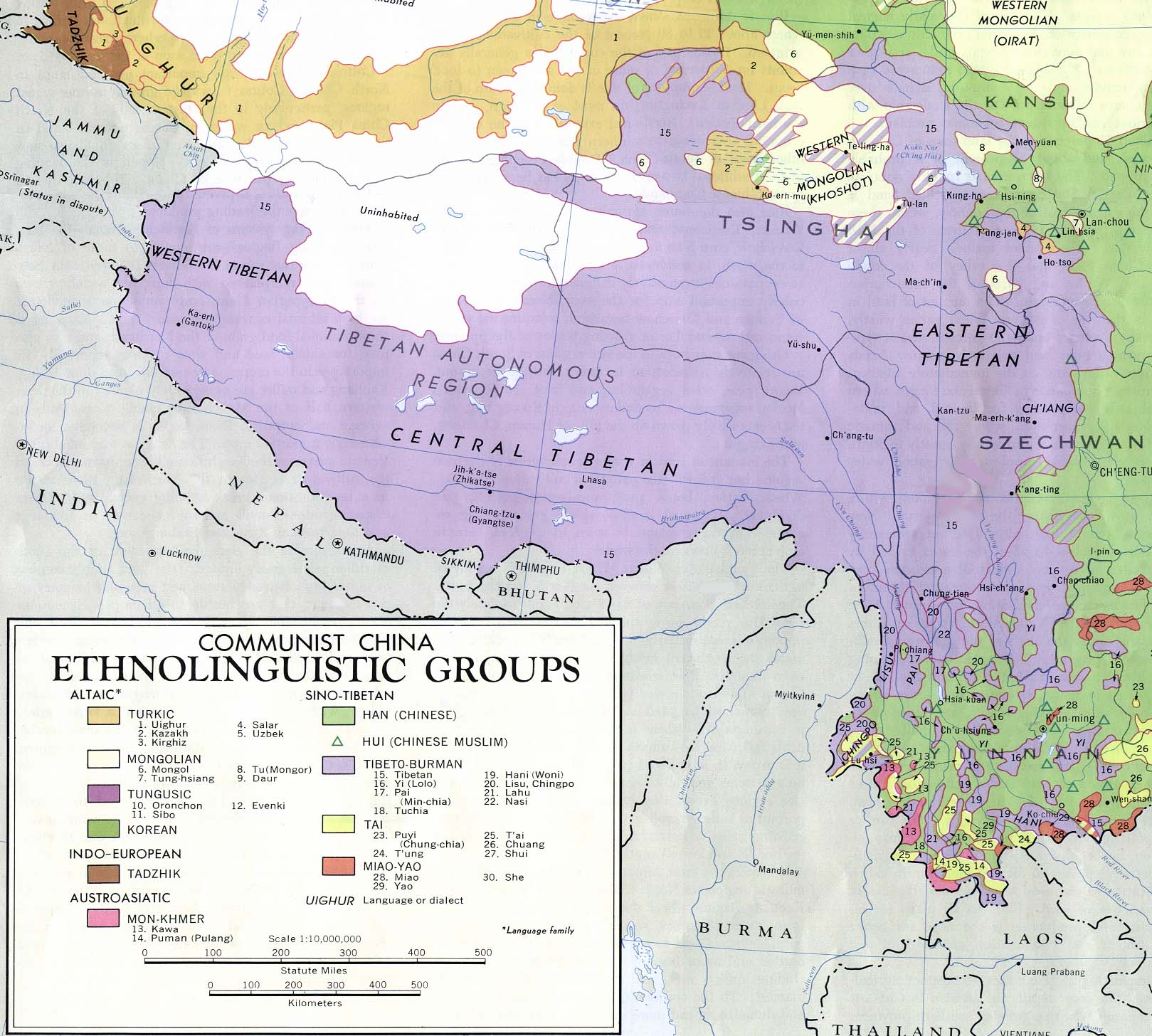
Aire de diffusion du tibétain en Chine.

## Statistiques
- Le 6 novembre 2022, l'édition en tibétain contient 5 977 articles et compte 26 909 contributeurs, dont 23 contributeurs actifs et 1 administrateur.
- Le 24 septembre 2024, elle contient 7 095 articles et compte 31 163 contributeurs, dont 30 contributeurs actifs et 1 administrateur.